# Attentat du 25 mai 2022 à Kaboul
L'attentat du 25 mai 2022 à Kaboul est survenu le 25 mai 2022 lorsqu'au moins cinq personnes ont été tuées lorsque la mosquée Hazrat Zakaria de Kaboul, en Afghanistan, a été bombardée. Au moins dix-sept autres ont été blessés. La cause du bombardement était un engin explosif improvisé qui avait été caché à l'intérieur de la mosquée avant l'attentat,.
Un responsable taliban anonyme a déclaré aux journalistes qu'au moins quatorze personnes avaient été tuées, dont l'imam. Cela n'a pas encore été vérifié. Le même jour, au moins neuf personnes ont été tuées dans trois attentats à la bombe visant des mini-fourgonnettes à Mazâr-e Charîf, dans la province de Balkh.